# ۳۵۵۰ لینک
سیارک ۳۵۵۰ (به انگلیسی: 3550 Link، نامگذاری:1981YS) سه هزار و پانصد و پنجاهمین سیارک کشف شده‌است که در ۲۰ دسامبر ۱۹۸۱ کشف شد.
قدر مطلق سیارک برابر ۱۱٫۹۰ است.